# Can Sala (Horta)
Can Sala és una antiga torre d'estiueig situada al número 9 del carrer de Campoamor, al barri d'Horta de Barcelona. Construïda el 1861, va ser el primer edifici del carrer, aleshores anomenat Rambla de Cortada. Està catalogada com a bé amb elements d'interès (categoria C).

## Història
El 1852, el manresà Ramon Sala i Brugués va ser un dels fundadors de la naviliera Línea de Vapores Tintoré SA, i també era copropietari d'una fàbrica de pintats a Sant Martí de Provençals. El 1861 encarregà al mestre d'obres Frederic Farreres la construcció d'una torre d'estiueig a la rambla de Cortada. El seu fill Ramon Sala i Perera, casat amb Aymée Bordes, va fer construir el 1900 la tanca forjada de ferro que dona al carrer, i que encara avui es pot admirar. El 1919 va fer engrandir la casa, encarregant l'obra a l'arquitecte Josep Masdéu i Puigdemasa, que va afegir una galeria vidriada arrodonida a la planta baixa i el primer pis de la façana posterior. A la casa hi havia una capella dedicada a la Mare de Déu de Montserrat.
A la dècada del 1930, Ramon Sala va vendre la casa a Pere Manén i Artés, i va fer donació de la imatge a l'església de Sant Joan d'Horta, situada just enfront de la casa, però va ser cremada durant la Guerra Civil espanyola, juntament amb totes les altres que contenia el temple. El 1939, la casa es lloga a l'acadèmia Martín, que va funcionar fins al 1988. Llavor la casa es dividí en 4 apartaments on hi viuen diferents famílies.

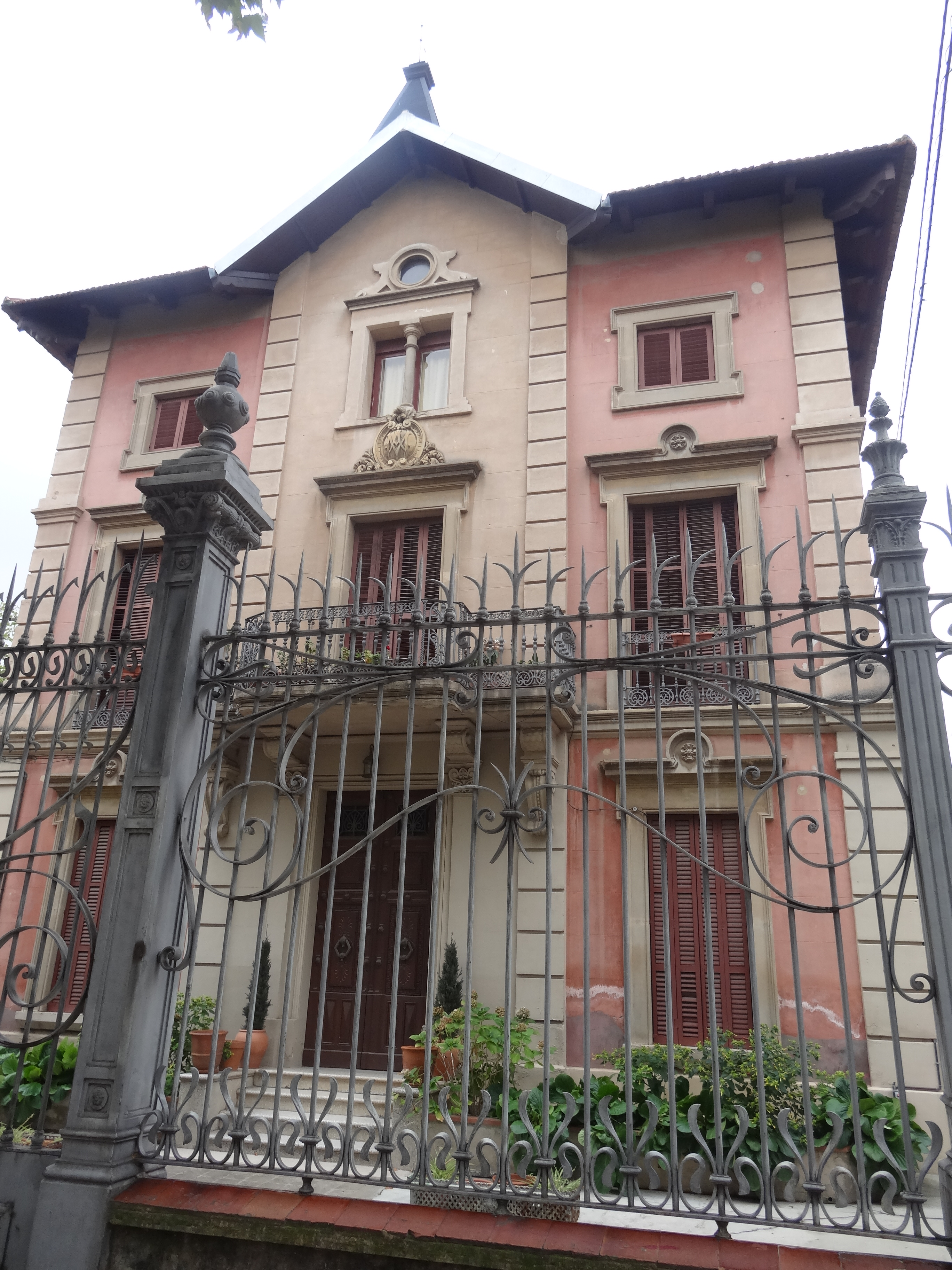
Façana principal amb la tanca de ferro forjat

## Descripció
És un edifici aïllat de grans proporcions en parcel·la de ciutat-jardí. És un volum cúbic de planta baixa, del qual sobresurt una torrassa i dues plantes pis. Els elements ornamentals són de caràcter historicista, i la coberta es fa molt present al ràfec, en el frontó sobre l'eix d'entrada i en la mateixa torrassa. El jardí de la casa era bastant gran, ja que arribava fins al carrer d'Horta, que quedava a un nivell molt més baix, i una paret dotada d'uns arcs en forma de finestres arquejades permetien contemplar el poble d'Horta. Al jardí hi havia arbres de diverses espècies i un estany d'aigua amb peixos, que s'omplia amb una petita cascada bastida en una de les parets laterals que el rodejaven. També hi havia unes vies i un trenet on la canalla podia seure en els seus vagons. Tot això va desaparèixer quan es construïren diverses cases per als fills del senyor Manén.